# Roncole Verdi
Roncole Verdi, früher Le Roncole genannt, ist ein Ortsteil von Busseto in der Provinz Parma, Italien.
Es ist der Geburtsort von Giuseppe Verdi. Sein Geburtshaus ist heute ein Museum. Ca. 9 km nordwestlich steht in Sant’Agata, einem Ortsteil von Villanova sull’Arda, die Villa Verdi, Verdis Alterssitz. Die Räumlichkeiten beherbergen ebenfalls ein Verdi-Museum. Der italienische Staat hat das Haus, zugleich mit den Geburtshäusern von Giacomo Puccini und Gioachino Rossini, mit dem Europäischen Kulturerbe-Siegel ausgezeichnet.
Ebenfalls in Roncole lebte von 1952 bis zu seinem Tod 1968 der Schriftsteller und Journalist Giovannino Guareschi, der Autor der Geschichten von Don Camillo und Peppone. Hier wurde er auch begraben. Sein Wohnhaus ist heute als Museum zu besichtigen. Zahlreiche Zeichnungen, die Guareschi zu seinen Büchern und seinen Zeitungsartikeln gemalt hatte, sind ausgestellt. 